# Maeandrogonaria valentina
Maeandrogonaria valentina är en fjärilsart som beskrevs av Butler 1893. Maeandrogonaria valentina ingår i släktet Maeandrogonaria och familjen mätare. Inga underarter finns listade i Catalogue of Life.